# Padise
Padise era un comune rurale dell'Estonia settentrionale, nella contea di Harjumaa. Dal 2017 Padise fa parte del nuovo comune rurale Lääne-Harju. Il centro amministrativo del comune era l'omonima località (in estone küla).
Nel paese sorge un monastero cistercense risalente al XIII-XIV secolo, con un campo santo dell'XI secolo. La struttura fu danneggiata durante la guerra di Livonia, nel XVI secolo, e poi da un incendio, nel 1766.

## Località
Oltre al capoluogo, il comune comprende altre 23 località:
- Alliklepa
- Altküla
- Audevälja
- Änglema
- Harju-Risti
- Hatu
- Karilepa
- Kasepere
- Keibu
- Kobru
- Kurkse
- Kõmmaste
- Laane
- Langa
- Madise
- Metslõugu
- Määra
- Pae
- Pedase
- Suurküla
- Vihterpalu
- Vilivalla
- Vintse